# Heisteria acuminata
Heisteria acuminata är en tvåhjärtbladig växtart. Heisteria acuminata ingår i släktet Heisteria och familjen Erythropalaceae.

## Underarter
Arten delas in i följande underarter:
- H. a. acuminata
- H. a. angustifolia
- H. a. intermedia